# Ла-Шапель-де-Фужере
Ла-Шапе́ль-де-Фужере́ (фр. La Chapelle-des-Fougeretz) — муніципалітет у Франції, у регіоні Бретань, департамент Іль і Вілен. Населення — 4604 особи (01.01.2021).
Муніципалітет розташований на відстані близько 310 км на захід від Парижа, 8 км на північний захід від Ренна.

## Історія

### У давнину
Археологічні знахідки та дослідження засвідчують, що люди здавна селилися та мешкали на території сучасного Ла-Шапель-де-Фужере. За попередніми дослідженнями, чітко підтверджено наявність населення в даній місцевості більше, як 1500 років тому. Так, згідно повідомлення, яке було опублікованого в Heritage Daily, в результаті розкопок поблизу Ла-Шапель-де-Фужере, археологи з Національного інституту превентивних археологічних досліджень (Франція) знайшли римський некрополь з поховальними артефактами та святилище бога Марса, які датують ранньоримським періодом 4 століття нашої ери, тобто яким понад 1500 років. Древні знахідки були виявлені ще у 1984 році, а розкопки розпочалися тільки в 2018 році. Під час розкопок, археологи знайшли десятки мечів і наконечників списів, принесених як ритуальні жертвоприношення. Також були знайдені невелика статуетка божества, залишки меблів, кілька брошок, численні предмети озброєння та набір галльських і римських монет. Навколо святилища знаходилися декілька жител, збудованих із землі та дерева, в яких зберігалися предмети побуту та керамічний посуд. В римському некрополі було виявлено майже 40 поховань, вік яких оцінюють пізньоримським періодом до 5 століття нашої ери.

## Демографія
Динаміка населення (INSEE ):
Розподіл населення за віком та статтю (2006):
| Стать | Всього | До 15 років | 15-24 | 25-44 | 45-64 | 65-85 | Понад 85 |
| --- | ------ | ----------- | ----- | ----- | ----- | ----- | -------- |
| Чоловіки | 1724   | 419         | 178   | 469   | 503   | 147   | 8        |
| Жінки | 1793   | 391         | 231   | 503   | 489   | 167   | 12       |
| \| Статево-вікова піраміда \| Статево-вікова піраміда \| Статево-вікова піраміда \| \| ----------------------- \| ----------------------- \| ----------------------- \| \| Чоловіки \| Вік \| Жінки \| \| 8 \| 85 + \| 12 \| \| 29 \| 80-84 \| 12 \| \| 12 \| 75-79 \| 29 \| \| 57 \| 70-74 \| 57 \| \| 49 \| 65-69 \| 69 \| \| 53 \| 60-64 \| 28 \| \| 138 \| 55-59 \| 118 \| \| 159 \| 50-54 \| 157 \| \| 153 \| 45-49 \| 186 \| \| 155 \| 40-44 \| 173 \| \| 115 \| 35-39 \| 134 \| \| 107 \| 30-34 \| 116 \| \| 92 \| 25-29 \| 80 \| \| 79 \| 20-24 \| 103 \| \| 99 \| 15-20 \| 128 \| \| 164 \| 10-14 \| 133 \| \| 129 \| 5-9 \| 132 \| \| 126 \| 0-4 \| 126 \| |        |             |       |       |       |       |          |
| Статево-вікова піраміда |        |             |       |       |       |       |          |
| Чоловіки | Вік    | Жінки       |       |       |       |       |          |
| 8 | 85 +   | 12          |       |       |       |       |          |
| 29 | 80-84  | 12          |       |       |       |       |          |
| 12 | 75-79  | 29          |       |       |       |       |          |
| 57 | 70-74  | 57          |       |       |       |       |          |
| 49 | 65-69  | 69          |       |       |       |       |          |
| 53 | 60-64  | 28          |       |       |       |       |          |
| 138 | 55-59  | 118         |       |       |       |       |          |
| 159 | 50-54  | 157         |       |       |       |       |          |
| 153 | 45-49  | 186         |       |       |       |       |          |
| 155 | 40-44  | 173         |       |       |       |       |          |
| 115 | 35-39  | 134         |       |       |       |       |          |
| 107 | 30-34  | 116         |       |       |       |       |          |
| 92 | 25-29  | 80          |       |       |       |       |          |
| 79 | 20-24  | 103         |       |       |       |       |          |
| 99 | 15-20  | 128         |       |       |       |       |          |
| 164 | 10-14  | 133         |       |       |       |       |          |
| 129 | 5-9    | 132         |       |       |       |       |          |
| 126 | 0-4    | 126         |       |       |       |       |          |

## Економіка
2010 року серед 2702 осіб працездатного віку (15—64 років) 2046 були активними, 656 — неактивними (показник активності 75,7%, у 1999 році було 73,9%). З 2046 активних мешканців працювали 1894 особи (957 чоловіків та 937 жінок), безробітними було 152 (80 чоловіків та 72 жінки). Серед 656 неактивних 284 особи були учнями чи студентами, 254 — пенсіонерами, 118 були неактивними з інших причин.

У 2010 році в муніципалітеті числилось 1561 оподатковане домогосподарство, у яких проживали 4062,5 особи, медіана доходів виносила 22 023 євро на одного особоспоживача.